# Edward Baring (1er baron Revelstoke)
 (septembre 2021).
Si vous disposez d'ouvrages ou d'articles de référence ou si vous connaissez des sites web de qualité traitant du thème abordé ici, merci de compléter l'article en donnant les références utiles à sa vérifiabilité et en les liant à la section « Notes et références ».
Edward Charles Baring, 1er baron Revelstoke (13 avril 1828 - 17 juillet 1897), est un banquier britannique.

## Biographie

### Entourage familial
Membre de la famille bancaire Baring, "Ned" Baring est le deuxième fils de Henry Baring, issu de son deuxième mariage avec Cecilia Anne Windham. 
Il est le petit-fils de Francis Baring, le frère ainé de Evelyn Baring (1er comte de Cromer) et celui de Thomas Baring, associé de banque.
Par sa mère, il est le petit-fils du vice-amiral William Lukin Windham, et le descendant du banquier franco-genevois Isaac Thellusson. 

### Carrière dans la banque
Éduqué à Rugby, Baring devient, en 1882, associé principal de la société bancaire familiale Baring Brothers and Co, jusqu'à ce qu'il soit contraint de se retirer à la suite de la Crise de la Barings en 1890. Il est également administrateur de la Banque d'Angleterre (1879-1891), président de Lloyds (1887-1892) et lieutenant de la Cité de Londres. 
En 1885, il est élevé à la pairie sous le nom de baron Revelstoke (en), de Membland, dans le comté de Devon.
La ville de Revelstoke, en Colombie-Britannique, a été rebaptisée en son honneur, commémorant son rôle dans l'obtention du financement nécessaire à l'achèvement du chemin de fer du Canadien Pacifique.

### Mariage et descendance
Lord Revelstoke épouse à Londres le 30 avril 1861 Louisa Emily Charlotte Bulteel, fille de John Crocker Bulteel, député, et son épouse, Elizabeth Grey (elle-même fille de Charles Grey (2e comte Grey). Elle meurt le 16 octobre 1892. Tous deux ont sept fils et trois filles :
- Arthur Baring (1862-1863) ;
- John Baring (2e baron Revelstoke) (1863-1929), sans alliance ;
- Cecil Baring, 3e baron Revelstoke (1864-1934), marié en 1902 avec Maude Lorillard, dont postérité ;
- Everard Baring (1865-1932), marié avec Ulrica Duncombe, dont postérité ;
- Elisabeth Baring (1867-1944), mariée en 1887 avec Valentin Charles Browne, dont postérité ;
- Margaret Baring (1868-1906), mariée à Londres en 1887 avec Charles Spencer, 6e comte Spencer (1857-1922). Dont postérité : tous deux sont les arrière-grands-parents de lady Diana Spencer (1961-1997), princesse de Galles ;
- Susan Baring (1870-1961), mariée en 1899 avec James Reid, dont postérité ;
- Maurice Baring, diplomate, journaliste, écrivain (1874-1945) ;
- Hugo Baring (1876-1949), marié en 1905 avec Evelyn Harriet Ashley-Cooper, dont postérité ;
- Rupert Baring (1878-1878).